# تباين الخواص

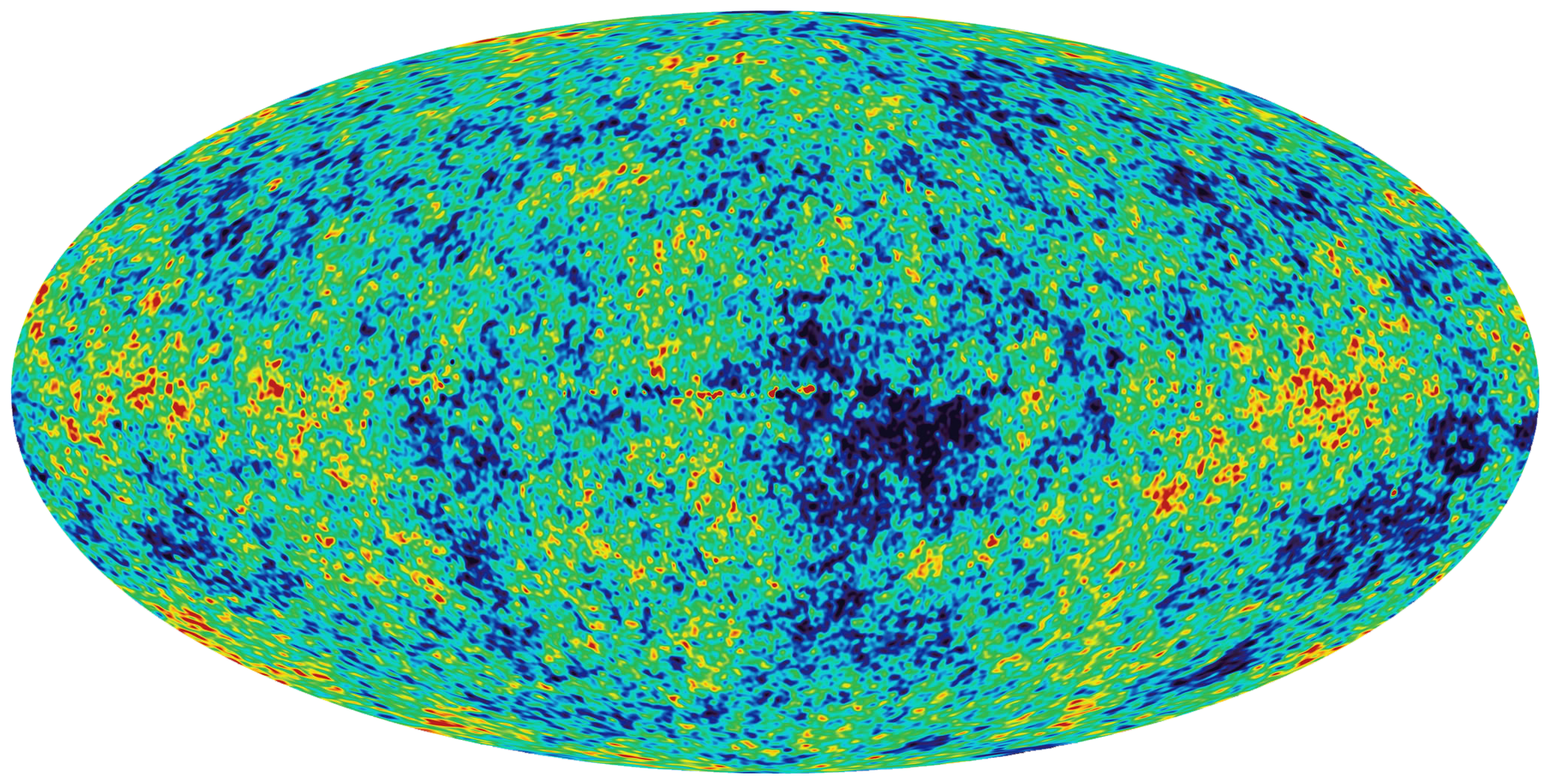
صورة WMAP لإشعاع الخلفية الكونية، تُظهر الاختلافات الصغيرة في درجة الحرارة في الخلفية الكونية الميكروية وتظهر تباين في أصل الكون.

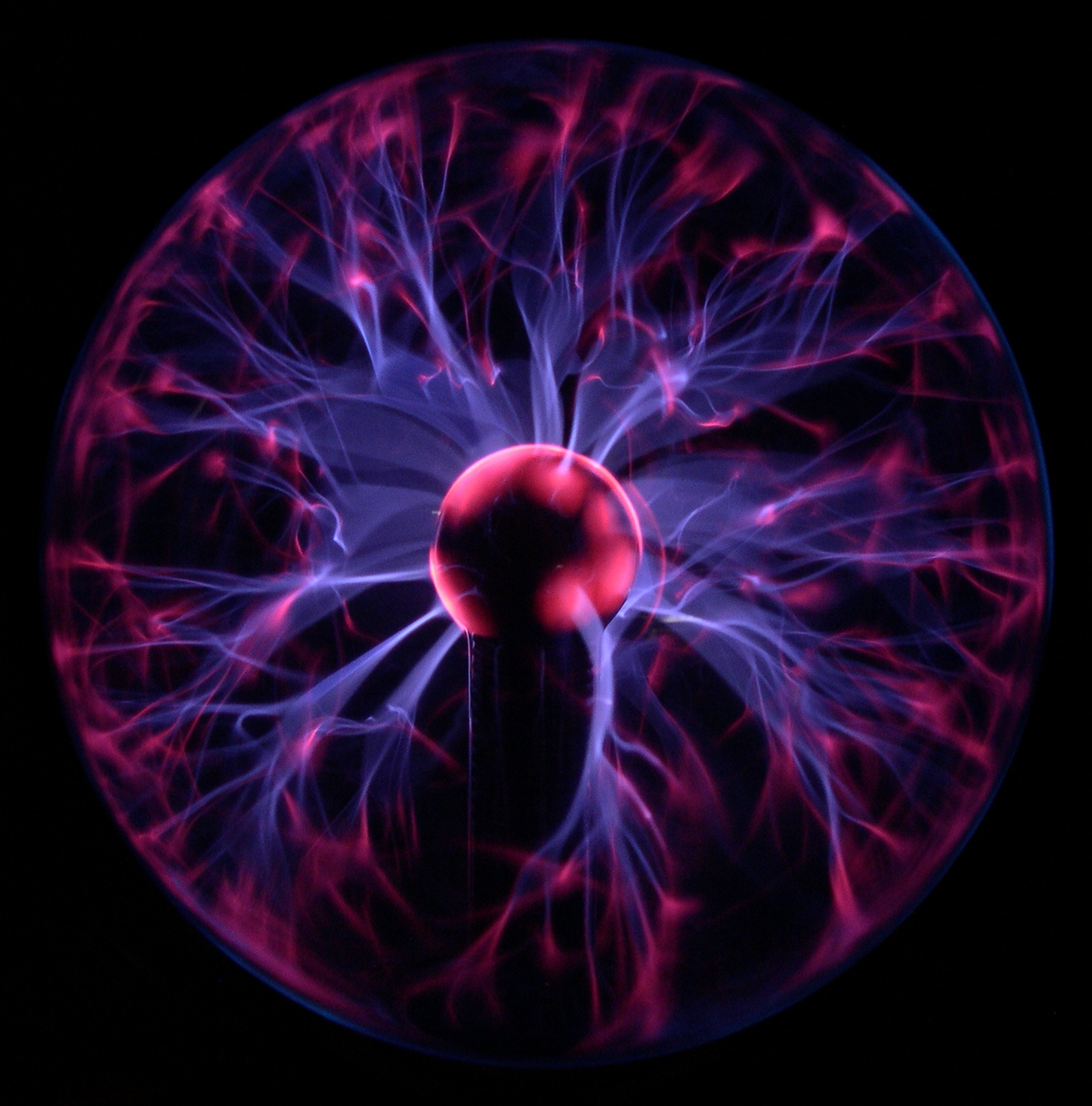
في مصباح البلازما، ظاهرة "الفتيل" هي سمة متباينة الخواص للبلازما.

تباين الخواص أو اللاتناحي أو تباين المناحي (بالإنجليزية: Anisotropy)‏ هو ظاهرة تعلق الخواص بالمنحى أو الجهة، أي أن اختلاف الجهة يؤدي إلى اختلاف الخواص، وذلك على العكس من ظاهرة توحد الخواص.
يستخدم هذا المصطلح في عدة علوم أساسية وتطبيقية مثل الفيزياء والرياضيات وعلم المواد وعلم البلورات، كما يمكن وصف الأشياء به، فعلى سبيل المثال، يعد الخشب متباين الخواص من حيث سهولة القطع، إذ يسهل نشره على طول الليف الخشبي مقابل عرضه.

## أمثلة
- إن أشعة الشمس متناحية، في حين أن أشعة الليزر لامتناحية
- إن جميع البلورات وجميع المعادن هي في خصائصها متباينة.[4]

## اقرأ أيضاً
- توحد الخواص